# La Cible humaine
Pour plus de détails, voir Fiche technique et Distribution.
La Cible humaine (titre original : The Gunfighter) est un film américain réalisé par Henry King, sorti en 1950.

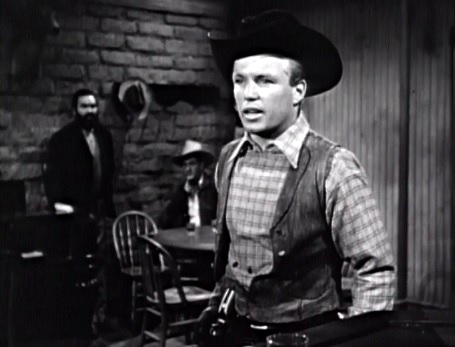
Richard Jaeckel : Eddie.

## Synopsis
Fameux tireur au pistolet Jimmy Ringo (Gregory Peck) tente, à 35 ans, d'échapper aux problèmes qui vont avec sa réputation de plus rapide tireur de l'Ouest. Cependant, quand l'outrecuidant Eddie (Richard Jaeckel) crée délibérément un incident et tente de lui tirer dessus, Ringo n'a pas d'autre choix que de le tuer. Ringo est avisé de quitter la ville car le mort a trois frères qui à coup sûr chercheront à se venger. Les frères le poursuivent mais il les prend par surprise, les désarme et fait fuir leurs chevaux.
Ringo s'arrête pour se reposer dans la proche cité de Cayenne, où il se tiendra dans un angle du salon, généralement presque vide, la majeure partie du reste du film. On apprendra plus tard qu'il espère une occasion de voir sa femme et son jeune fils Jimmy, qu'il n'a pas revus depuis huit ans. Le barman, Mac (Karl Malden), se souvient de l'avoir vu dans une autre ville et alerte le Shérif Mark Strett (Millard Mitchell), un vieil ami de Ringo. Strett connaît l'épouse de Ringo, Peggy (Helen Westcott), et apprend à celui-ci qu'elle a changé son nom de famille pour cacher leur passé commun. Pressant Ringo de quitter la ville le plus tôt possible, Strett accepte cependant de demander à Peggy de venir voir Ringo. Elle refuse, craignant la nature de tête brûlée notoire dont Ringo faisait preuve dans leurs jeunes années, durant leur vie commune.
Pendant son attente, Ringo  doit négocier avec Hunt Bromley (Skip Homeier), jeune aspirant flingueur acharné à se faire un nom, et Jerry Marlowe (Cliff Clark, non crédité), un homme à demi-retiré qui croit faussement que Ringo tua son fils plusieurs années auparavant. Ringo rencontre une autre amie de son passé, une fille de bar nommée Molly (Jean Parker), qui convaincra plus tard Peggy de parler à son mari. La rencontrant enfin, Ringo dit à sa femme qu'il a changé, qu'il veut s'installer en un lieu où personne ne le connaît, probablement en Californie, et lui demande de partir avec lui. Elle refuse, mais accepte de reconsidérer sa réponse un an plus tard s'il se révèle fidèle à ses propos. Ringo rencontre son fils, mais ne lui dit rien de leurs rapports.
Malheureusement, Ringo est resté trop longtemps dans la ville. Les trois frères qui le poursuivent arrivent mais sont capturés par Strett et ses adjoints avant qu'ils ne puissent tendre une embuscade à Ringo. Pendant que Ringo fait ses derniers préparatifs de départ, Bromley saisit sa chance en lui tirant dans le dos, le blessant mortellement. Le bruit court rapidement dans la ville que Bromley a tué Ringo. Tandis qu'il gît agonisant, Ringo dit au Shérif Strett d'affirmer que c'est lui, plutôt que Bromley, qui a tiré le premier. Quand Bromley commence à dire qu'il ne veut pas de son aide, Ringo rejette ses paroles, informant son assassin qu'il saura très bientôt à son tour comment on se sent quand on a tous les champions de la gâchette après soi. Plein de colère, Strett dit à Bromley de quitter la ville immédiatement, ponctuant son ordre d'une raclée, dont il le prévient que ce n'est « que le début » de ce que Bromley subira pour avoir tué Ringo. Bromley deviendra un aimant pour la bagarre : il découvrira bientôt, comme Ringo l'a dit, que sa notoriété comme roi de la gâchette est une malédiction qui le suivra partout, faisant de lui un paria et une cible pour le restant de ses jours.
Le film s'achève sur une séquence où Peggy Walsh se rend aux funérailles de Jimmy Ringo, traçant sa route au milieu de la foule à la porte de l'église avec son fils et révélant avec sérénité et fierté ce que ses concitoyens n'ont jamais su, qu'elle est Mrs Jimmy Ringo. Ainsi, au-delà de sa mort le pistolero réussit ce qu'il souhaitait en venant à Cayenne, le pardon de sa femme et sa réconciliation avec lui.

## Fiche technique
- Titre : La Cible humaine ou L'Homme aux abois
- Titre original : The Gunfighter
- Réalisation : Henry King
- Scénario : William Bowers, William Sellers, d'après la nouvelle « The Big Gun » de William Bowers et André de Toth
- Musique composée et dirigée par : Alfred Newman
- Direction artistique Lyle R. Wheeler, Richard Irvine
- Décors : Thomas Little, Walter M. Scott
- Costumes : Travilla et Charles Le Maire
- Photographie : Arthur C. Miller
- Son : Roger Heman, Alfred Bruzlin
- Montage : Barbara McLean
- Production : Nunnally Johnson
- Société de production et de distribution: Twentieth Century-Fox Corporation
- Pays d'origine : États-Unis
- 35 mm : Noir et blanc, Son mono, 1,37:1
- Langue originale : anglais
- Genre : Western
- Durée : 85 minutes
- Dates de sortie : 
  - USA 21 août 1950
  - France 4 avril 1952
- Classification : interdit aux moins de 16 ans lors de sa sortie

## Distribution
- Gregory Peck : Jimmy Ringo
- Helen Westcott : Peggy Walsh
- Karl Malden : Mac
- Jean Parker : Molly
- Millard Mitchell : le marshal Mark Strett
- Richard Jaeckel : Eddie
- Skip Homeier : Hunt Bromley
- Anthony Ross : le shérif-adjoint Charlie Norris
- Verna Felton : Mme August Pennyfeather
- Ellen Corby : Mme Devlin

Et, parmi les acteurs non crédités :
- Murray Alper : un habitant de la ville aux funérailles
- Harry Carter : un joueur de cartes
- Angela Clarke : l'épouse de Mac
- Alan Hale Jr. : le premier des trois frères
- Harry Harvey : Ike
- Tommy Lee :Long Fu, le cuisinier du Canyon restaurant
- Mae Marsh : Mme O'Brien
- James Millican : Pete
- Ralph Moody : un habitant de la ville
- Alberto Morin : Pablo
- B.G. Norman : Jimmy Walsh, le fils de Ringo
- Snub Pollard : un habitant de la ville aux funérailles

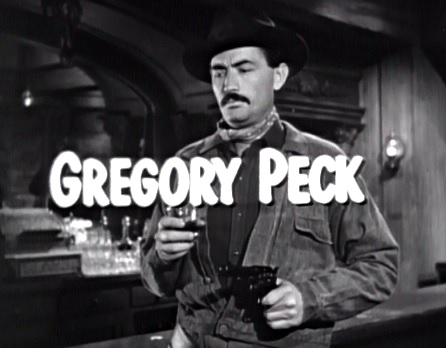
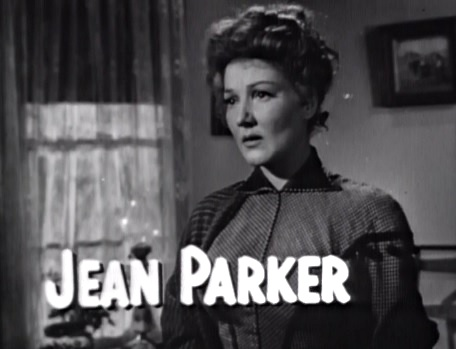
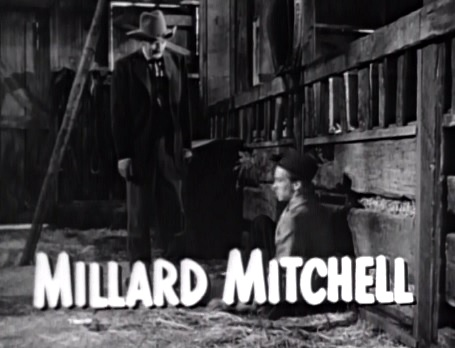
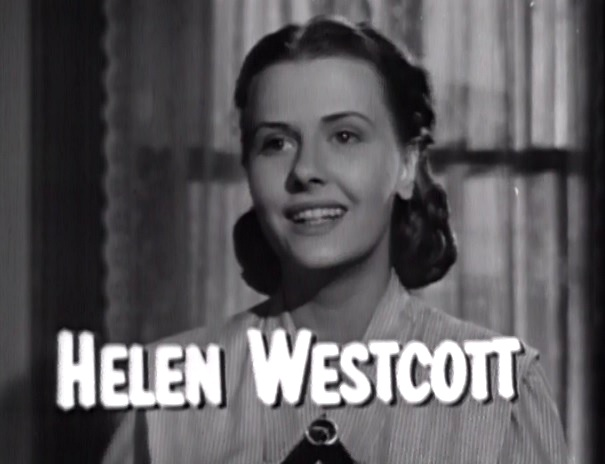

- Harry Shannon : Chuck
- Houseley Stevenson : M. Barlow